# Matthias Mühling

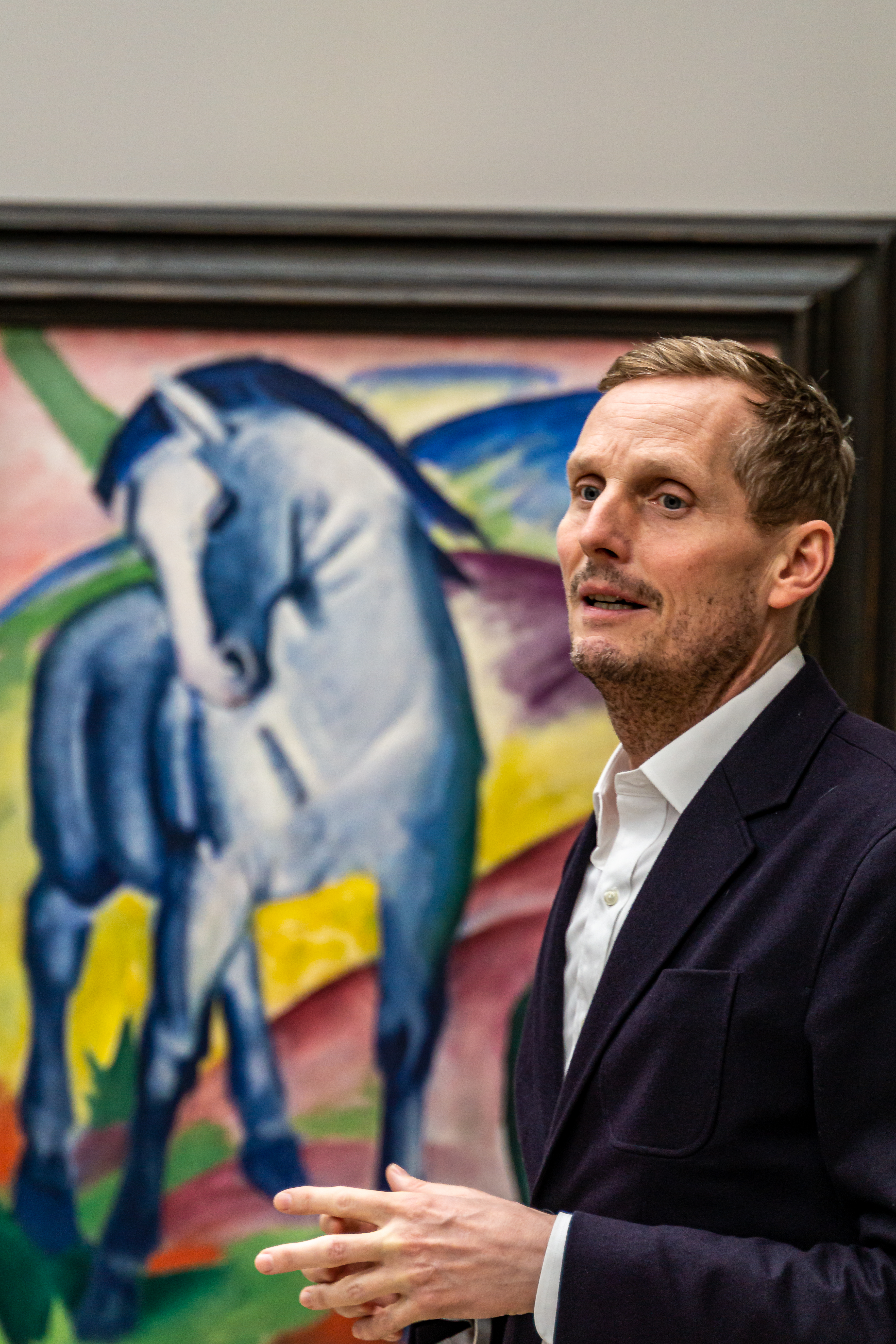
Matthias Mühling 2019

Matthias Mühling (* 1968) ist ein deutscher Kunsthistoriker, Kurator und Publizist. Seit Anfang 2014 ist er Direktor der Städtischen Galerie im Lenbachhaus in München.

## Leben und Leistungen
Mühling studierte Kunstgeschichte, Theater-, Film- und Fernsehwissenschaften an der Ruhr-Universität Bochum und an der Westfälischen Wilhelms-Universität in Münster. Er wurde an der Europa-Universität Viadrina Frankfurt/O. im Graduiertenkolleg  „Repräsentation – Rhetorik – Wissen“ der Deutschen Forschungsgemeinschaft über die „Wörter in der Malerei“ promoviert. 2001 war er Visiting Fellow am „Poetics and Theory Program“ der Faculty of Arts and Science der New York University. Er schrieb zahlreiche kunstkritische Texte für TEXTE ZUR KUNST, monopol, die Frankfurter Rundschau und den Berliner Tagesspiegel. Von 2003 bis 2005 war er wissenschaftlicher Assistent an der Hamburger Kunsthalle. Seit Anfang 2005 ist Mühling Sammlungsleiter und Kurator für internationale Gegenwartskunst an der Städtischen Galerie im Lenbachhaus und am Kunstbau in München. Er hat Lehraufträge an der Ludwig-Maximilians-Universität München und der Akademie der Bildenden Künste München. Im Dezember 2012 wurde Mühling zum Nachfolger von Helmut Friedel als Direktor der Städtischen Galerie im Lenbachhaus bestimmt, dessen Amtszeit zum Jahreswechsel 2013/14 endete.

## Publikationen
Monografien
- Mit Samuel Beckett in der Hamburger Kunsthalle, Hamburg 2003
- Gegenwärtig: Selbst, inszeniert, Hamburg 2004

Ausstellungskataloge
- Lyonel Feininger. Menschenbilder. Eine unbekannte Welt, Ausst.-Kat. Hamburger Kunsthalle, Hamburg 2003
- Kunst in Hamburg. Heute, Ausst.-Kat. Hamburger Kunsthalle, Hamburg 2004
- Im Garten von Max Liebermann, Ausst.-Kat. Hamburger Kunsthalle, Berlin 2004
- Phil Sims – Emotion of Color, Ausst.-Kat. Städtische Galerie im Lenbachhaus, München 2005
- Bühne des Lebens – Rhetorik des Gefühls, Ausst.-Kat. Städtische Galerie im Lenbachhaus, Köln 2006
- 1972, Sarah Morris, Ausstellungskatalog, Städtische Galerie im Lenbachhaus, München 2008, König, Köln 2008 ISBN 978-3-86560-460-6.
- Monica Bonvicini, DuMont, Köln 2009, ISBN 978-3-8321-9221-1.

Aufsätze
- Hermetisch - hermeneutisch, die Rocky Mountains als symbolische Form?, Matthew Barney Creammaster 5, in: Texte zur Kunst, Vol. 38, Juni 2000
- Punkt, Punkt, Komma, Strich. Das Verhältnis von Schrift und Bild, in: Hilka Nordhausen: Montags Realität herstellen, Ausst.-Kat. Hamburger Kunsthalle, Hamburg 2001
- Nun sag, wie hast du’s mit Milosevic?, Thomas Demands Installation „Yard“, in: Texte zur Kunst 46, Juni 2002
- Gender-Kompositum. Monica Bonvicini Hausfrau swinging, in: Hausordnungen. Ausst.-Kat. Stadthaus Ulm, Ulm 2002
- Kin-der-Odyssee. Die Comic Strips Lyonel Feiningers, in: Lyonel Feininger. Menschenbilder. Eine unbekannte Welt, Ausst.-Kat. Hamburger Kunsthalle, Hamburg 2003
- Der Referenz zu Ehren, Jan Timme im Kunstverein Hamburg und Braunschweig, in: Texte zur Kunst 52, Dezember 2003
- Gartenbänke und Heckengärten, in: Im Garten von Max Liebermann, Ausst.-Kat. Hamburger Kunsthalle, Berlin 2004
- Max Liebermann (1847–1935). Biographie, in: Im Garten von Max Liebermann, Ausst.-Kat. Hamburger Kunsthalle, Berlin 2004
- Krankheit und Genie. Muster der Selbstdarstellung in der Moderne, in: Ich. Lovis Corinth, Ausst.-Kat. Hamburger Kunsthalle, Hamburg 2004
- Olga Lewicka. Les connaisseurs. Malowanie zależności, Ausst.-Kat. Galeria ENTROPIA, Wrocław 2003
- Audrius Novickas: Angriff der Kloneuropäer, in: nation, Ausst.-Kat. Frankfurter Kunstverein, hrsg. von Nicolaus Schafhausen, Berlin u. New York 2004
- Twenty-Four Years: From 1974–1998, in: Elsbeth Arlt. … jeder Tag ist anders - Aufzeichnungen 1974–2003, Ausst.-Kat. Museumsberg Flensburg, Flensburg 2004,
- Christian Holstad. Der mit den Walen singt, in: Formalismus. Moderne Kunst heute, Ausst.-Kat. Hamburger Kunstverein, hrsg. von Yilmaz Dziewior, Hamburg 2004
- Ab Über Aus. Techniken des Darstellens im Werk von Friederike Clever, in: Ausst.-Kat. Kunsthalle zu Kiel, hrsg. von Dirk Luckow, Kiel 2004
- Samuel Beckett – Eh, Joe; Harun Farocki – Gefängnisbilder, Christian Jankowski – A Holy Artwork; Jeanne Faust – Interview; Nina Könnemann – Unrise; Judith Hopf und Stephan Geene – Bei mir zu dir, in: 40Jahrevideokunst.de – Teil 1. Digitales Erbe, Ausst.-Kat. ZKM Karlsruhe, K 21 Düsseldorf, Kunsthalle Bremen, Museum für Bildende Künste Leipzig, Lenbachhaus München, Stuttgart 2005
- Almut Heise – Innenwelten der Malerei, Ausst.-Kat. Galerie Crone – Andreas Osarek, Berlin 2005
- Dante Gabriel Rossetti, Helena of Troy, in: Bildnisse in der Hamburger Kunsthalle – für Uwe M. Schneede, Hamburg 2006

## Ausstellungen
- Lyonel Feininger. Menschenbilder – eine unbekannte Welt, 2003–2004, Hamburger Kunsthalle (Co-Kurator)
- Kunst in Hamburg. Heute, 2004, Hamburger Kunsthalle
- Im Garten von Max Liebermann, 2004, Hamburger Kunsthalle, Staatliche Museen zu Berlin, Nationalgalerie (Co-Kurator)
- gegenwärtig: Selbst, inszeniert, 2004–2005, Hamburger Kunsthalle
- Wilhelm Scherübl – Sonnenblumenfelder, 2005, Städtische Galerie im Lenbachhaus, Museumsplatz
- Phil Sims – Emotion of Color, 2005, Städtische Galerie im Lenbachhaus
- 40Jahrevideokunst.de – UPDATE 06, 2006, Städtische Galerie im Lenbachhaus
- Bühne des Lebens – Rhetorik des Gefühls, 2006, Städtische Galerie im Lenbachhaus, Kunstbau
- Axel Gaertner/Heiko Karn - Waiting for some Action, Städtische Galerie im Lenbachhaus, KUBUS
- Pablo Bronstein, 2007, Städtische Galerie im Lenbachhaus
- Willie Doherty - Stories, 2007/2008, Städtische Galerie im Lenbachhaus
- Angela Bulloch - The Space that Time forgot, 2008, Städtische Galerie im Lenbachhaus
- Sarah Morris - 1972, 2008, Städtische Galerie im Lenbachhaus
- Monica Bonvicini/Tom Burr, 2009, Städtische Galerie im Lenbachhaus
- Maria Lassnig, 2010, Städtische Galerie im Lenbachhaus
- Mondrian und De Stijl, 2011, Städtische Galerie im Lenbachhaus
- Kraftwerk. 3-D Video-Installation, 2011, Städtische Galerie im Lenbachhaus
- Marcel Duchamp in München 1912, 2012, Städtische Galerie im Lenbachhaus